# Eleitor
Eleitores são pessoas que elegem um representante para um órgão decisor, ou escolhem a sua opção de entre um conjunto predefinido através de um qualquer sistema de votação. Ao conjunto de eleitores dá-se o nome de eleitorado.
Para ser eleitor de uma votação nacional, no Brasil o cidadão precisa ter o título eleitoral e em Portugal um documento de identificação civil, tipicamente o cartão de cidadão.